# Sefid-Rud
Sefid-Rud (farsi: سفیدرود, Sefīd-Rūd), il cui nome significa "fiume bianco", con i suoi 670 km è il secondo fiume dell'Iran in ordine di lunghezza dopo il Karun. Nasce nel nord-est del paese, dai monti Elburz e sfocia nel mar Caspio all'altezza della città portuale di Bandar-e-Anzali.